# 30963 Mount Banzan
30963 Mount Banzan este un asteroid care intersectează orbita planetei Marte.

## Descriere
30963 Mount Banzan este un asteroid care intersectează orbita planetei Marte. Asteroidul prezintă o orbită caracterizată de o semiaxă mare de 2,34 ua, o excentricitate de 0,30 și o înclinație de 22,9° în raport cu ecliptica.